# Семипалатински ядрен полигон
Семипалатинският ядрен полигон (на руски: Семипалатинский испытательный ядерный полигон) е главният и един от най-големите ядрени полигони на СССР
Разположен е в Степта на Източен Казахстан (тогава Казахска ССР), южно от долината на река Иртиш. Носи името на град Семипалатинск е наименуван Семей, който от 2007 г. Научните сгради на тестовете са били разположени на около 150 километра западно от град Семипалатинск, близо до границата на Източноказахстанска област с Павлодарска област. Повечето изпитания са провеждани на запад и на юг, понякога в Карагандинска област.
Съветският съюз провежда 456 ядрени опита на Семипалатинския полигон от 1949 до 1989 г., с малко внимание към техния ефект върху местното население и природна среда. Въздействието на радиацията е крито в продължение на много години от съветските власти и е разкрито едва след затварянето на полигона през 1991 г.
В периода 1996 – 2012 г. е проведена тайна операция (без уведомяване на МААЕ), водена от казахски, руски и американски ядрени учени и инженери, която има за цел събирането и погребването на 200 килограма плутоний, останал в тунелите на полигона след изпитанията.

## История
Мястото на полигона е избрано през 1947 г. от Лаврентий Берия, началник на Проекта за създаване на съветска атомна бомба. Той твърди, че обширните 18 000 km² от степта са ненаселени. Използван е труд на лагеристи от ГУЛАГ, за да се построят първоначалните изпитателни съоръжения, включително лабораторният комплекс.
Първото съветско атомно изпитание – на атомната бомба РДС-1, е проведено на 29 август 1949 г. от кула на полигона. В района на същия взрив, западно от град Курчатов са проведени над 100 атмосферни ядрени изпитания. По-късно изпитанията са преместени близо до река Чаган. С атомен взрив е създадено и езеро Чаган. След като атмосферните изпитания са забранени, те са преместени под земята. На 11 октомври 1961 г. на полигона е проведен първият в СССР подземен ядрен опит.
След затварянето на трудовия лагер при Семипалатинск строителните работи са извършвани от 217-и инженерен и минен батальон, който по-късно построява космодрума Байконур.
На 12 август 1953 г. на полигона е взривена 400-килотонната водородна бомба РДС-6. Взривът се става на 30 м над земята, което се отразява в много високи нива на радиация на полигона и наоколо. Днес радиационният фон все още е завишен.
В периода от 1949 г. до забраната за атомни опити през 1989 г. са проведени 456 взрива, от тях 350 са подземни, 116 са атмосферни. Селището с лабораторния комплекс, все още административен и научен център на полигона, е преименувано на Курчатов по името на Игор Курчатов, който е сред първите ръководители на съветската ядрена програма.
Семипалатинският комплекс буди силен интерес в чуждестранните правителства по време на функционирането си. Американското разузнаване е било убедено, че съветите са построили огромна станция с лъчево оръжие на полигона. След разпадането на СССР през 1991 г. става ясно, че станцията е разработвала ядрени ракети.
Полигонът е официално затворен от президента на Казахстан Нурсултан Назарбаев на 29 август 1991 г. Голяма роля за затварянето на полигона играе антиядреното движение „Невада – Семипалатинск“ и водачът му Олжас Сулейменов.
Казахстан е сред държавите (заедно с Украйна и Беларус), които се отказват доброволно от ядреното си оръжие съгласно Лисабонския протокол.

## Последици
Съветският съюз провежда последните си ядрени опити през 1989 г. След разпадането на СССР полигонът е занемарен, а ядреният материал е изоставен в планински тунели и отверстия неохраняван, представлявайки потенциална плячка за терористи. Този риск е сред най-големите ядрени заплахи след разпадането на СССР. Едва през 1996 г. тайната съвместна операция на Казахстан, Русия и САЩ се заема да решава този проблем, като залива отверстията и тунелите с бетон. Проектът е на стойност 150 милиона долара.
На 8 септември 2006 г. Казахстан, Киргизстан, Таджикистан, Туркменистан и Узбекистан подписват договор за Семипалатинския полигон, като се съгласяват да не притежават или произвеждат ядрено оръжие. Договорът е познат като „Семипалатински договор“ или „Семейски договор“ и, също така, отбелязва 15 години от затварянето на полигона.
Въпреки повишените нива на радиация, към 2009 г. на територията на полигона все още живеят хора. Местното население използва голяма част от полигона за паша на домашни животни. Радиационният фон на места достига 10 – 20 милирентгена на час.
Общият консенсус на проучванията за здравословното състояние на хората в района е, че радиацията е имала пряк ефект върху 200 хил. души. Високите нива на различни видове рак в района са свързвани с облъчването.